# Arena Nord Frederikshavn
|  |

Sala Nord (în daneză Arena Nord), situată în Rimmens Allé 37, este un complex multifuncțional din Frederikshavn, Danemarca. Este folosit ca bază locală pentru echipele masculine și feminine de handbal, gimnastică, arte marțiale, atletism și badminton din oraș.
Complexul sportiv, inaugurat în 2005, a fost proiectat de către biroul Friis & Moltke, are o suprafață totală de 15.000 m2, este format din cinci săli multifuncționale, o sală fitness și diferite săli pentru întruniri și conferințe. Sala principală are o suprafață totală de 7.000 m2 și poate găzdui 2.500 spectatori la evenimente sportive și 4.000 la concerte. Celălalte patru săli multifuncționale au fiecare o capacitate de 1.000 de spectatori.
Printre evenimentele sportive găzduite de Arena Nord s-a numărat și Campionatul Mondial de Handbal Feminin din 2015.